# Jakob Christoph Iselin

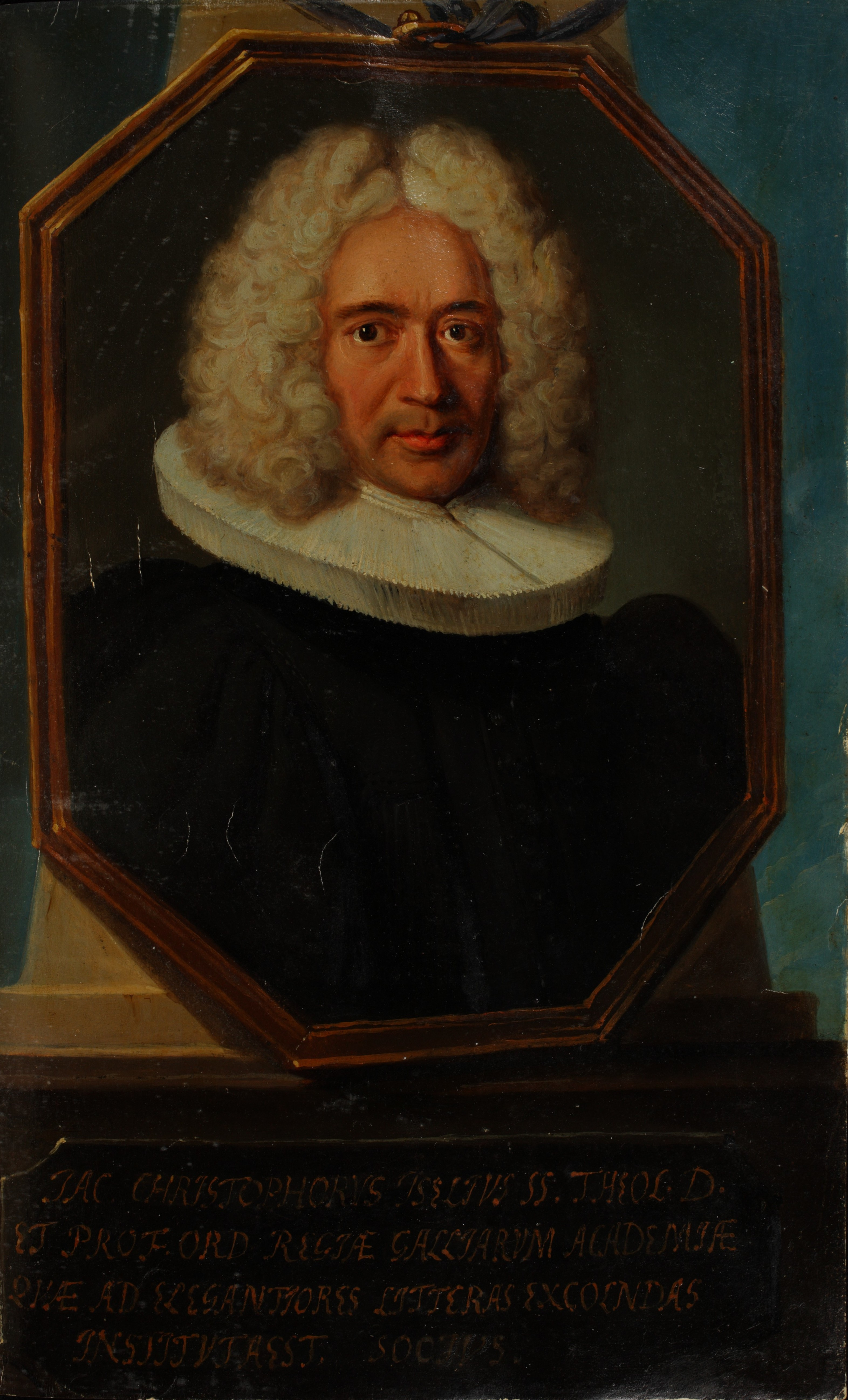
Jakob Christoph Iselin

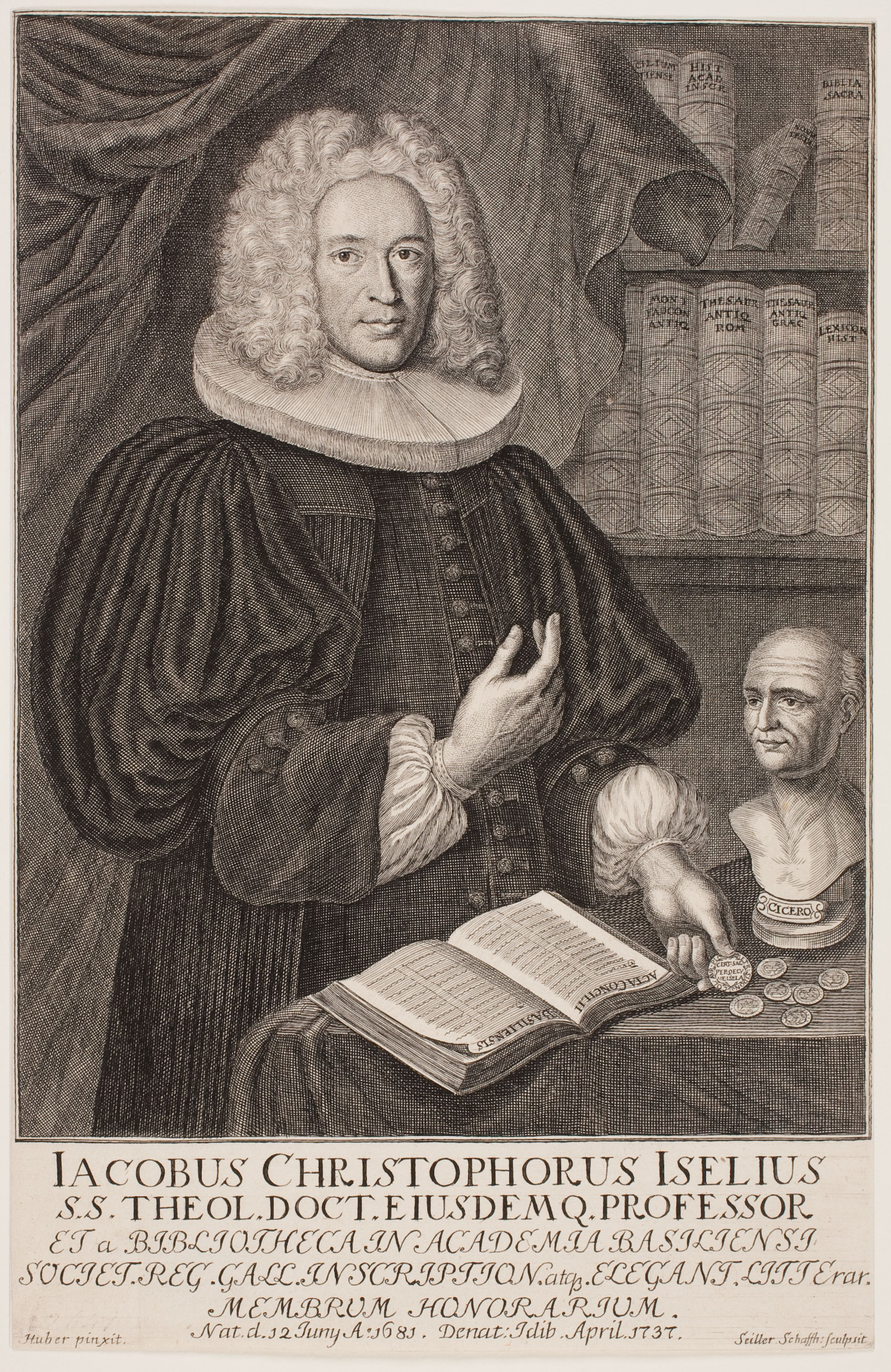
Jakob Christoph Iselin

Jakob Christoph Iselin (* 12. Juni 1681 in Basel; † 13. April 1737 ebenda; heimatberechtigt ebenda) war ein Schweizer reformierter Theologe, Historiker und Lexikograph.

## Leben und Werk
Jakob Christoph Iselin, Sohn des Seidenbandfabrikanten und Politikers Johann Lukas Iselin, studierte von 1694 bis 1698 an den Universitäten Basel und Genf Griechisch und Latein und ab 1697 Theologie. Er lernte Französisch, Italienisch und Spanisch (ab 1699). Zurück in Basel beschäftigte er sich mit orientalischen Sprachen und Bibelphilologie. Von 1704 bis 1706 war er Professor für Rhetorik und Geschichte an der Universität Marburg. Von 1707 bis 1711 wirkte er als Professor für Geschichte und Altertümer sowie ab 1711 als Professor für Dogmatik an der Universität Basel. Ab 1716 war er dort zudem als Universitätsbibliothekar tätig. 1718 wurde er zum Ehrenmitglied der Académie royale des inscriptions et belles-lettres in Paris gewählt.
Neben zahlreichen historischen und theologischen Arbeiten besorgte er 1726 als Herausgeber, Autor des Vorwortes und Mitarbeiter bei der Textrevision auf den Grundlagen der Lexika von Pierre Bayle (Dictionnaire historique et critique) und vor allem des Johann Franz Buddeus (Allgemeines historisches Lexicon) die Ausgabe des in Basel erschienenen Neu-vermehrten Historisch- und Geographischen Allgemeinen Lexicons. Dafür warb er in mehreren Kantonen der Eidgenossenschaft Mitarbeiter an.
Das zu den Eigennamenlexika zählende – auch als Basler Lexikon bezeichnete – Nachschlagewerk wurde – vor allem, was süddeutsche und schweizerische Belange betrifft – entsprechend erweitert. Seiner Erstauflage (1726–27 in vier Foliobänden zu je 1000 bis 1200 Seiten) folgte die zweite Ausgabe (1728–29 ebenfalls in vier Foliobänden) sowie eine dritte Auflage in sechs Teilen (1742–44). Die dritte Auflage wurde durch zwei Supplementbände fortgesetzt (1742–44 zu je 2100 Seiten!) und von Jakob Christoph Beck und August Johann Buxtorf verfasst.
Fast alle Artikel in Iselins Lexicon enthalten Literaturhinweise und Quellenangaben – für die damalige Zeit in lexikographischer Hinsicht sehr fortschrittlich. Das Werk ist heute noch gut brauchbar und für entsprechende Fragestellungen aus Biographie, Genealogie, Topographie etc. ein ungemein reichhaltiges Werk.